# SALT (przedsiębiorstwo)
Salt S.p.A. (Società Autostrada Ligure Toscana) (pl. Spółka Autostrada Liguria - Toskania) – koncesjonariusz włoskiej autostrady A12 na odcinku Sestri Levante – Livorno, Viareggio - Lukka i Fornola – La Spezia. W sumie odcinki te liczą ok. 155 km. Koncesja wydana przez ANAS wygaśnie 31 lipca 2019 roku. Siedzibą firmy jest Lido di Camaiore, a prezesem Roberto Bertola.